# Naurissaari (ö i Norra Karelen, Joensuu, lat 63,36, long 29,21)
Naurissaari är en ö i Finland. Den ligger i sjön Pielisjärvi och i kommunen Juga i den ekonomiska regionen  Joensuu ekonomiska region  och landskapet Norra Karelen, i den centrala delen av landet, 400 km nordost om huvudstaden Helsingfors. Öns area är 1,5 hektar och dess största längd är 240 meter i sydöst-nordvästlig riktning.